# Uniwersytet w Kragujevacu
Uniwersytet w Kragujevacu (serb. Универзитет у Крагујевцу) – mieści się w Kragujevacu, Serbii. Został założony w 1976 r. i jest podzielony na 11 wydziałów.

## Historia
W obecnej konfiguracji Uniwersytet Kragujevacki został oficjalnie ustanowiony 21 maja 1976, ale jego początki sięgają XIX wieku, kiedy w 1838 książę Miłosz Obrenowić założył tzw. Liceum Kragujevackie. Była to właściwie pierwsza uczelnia wyższa w Księstwie Serbii, która się w później przyłączyła do Uniwersytetu w Belgradzie. Dzisiejszy Uniwersytet został odtworzony w 1960 jako departament Uniwersytetu Belgradzkiego, który w 1976 stał się oddzielną uczelnią. Na Uniwersytecie w Kragujevacu dziś edukuje się 14 000 studentów i wykłada 1000 nauczycieli akademickich.
W 2003 doktorem honoris causa uniwersytetu został Zbigniew Paszek.

## Wydziały
Uniwersytet w Kragujevacu składa się z jedenastu wydziałów. Sześć z nich znajduje się w Kragujevacu, a pozostałych pięć w czterech sąsiadujących miastach:
- Wydział Mechaniczny – Kragujevac
- Wydział Ekonomiczny – Kragujevac
- Wydział Prawa – Kragujevac
- Wydział Matematyki – Kragujevac
- Wydział Lekarski – Kragujevac
- Wydział Filologii i Sztuki – Kragujevac
- Wydział Nauk Rolniczych – Čačak
- Wydział Inżynierii – Čačak
- Wydział Mechaniczny – Kraljevo
- Wydział Edukacji Nauczycieli – Jagodina
- Wydział Edukacji Nauczycieli – Užice[3]